# Безстрокова облігація
Безстрокові облігації (англ. bonds without time limit) — це облігації, які випускає емітент без зобов'язання погасити їх в конкретно визначений термін. Іноді такі облігації ще називають «вічними облігаціями» (англ. eternal bonds). Зрозуміло, що такі облігації не можуть бути дисконтними – вони є тільки відсотковими, причому премія по них виплачується досить часто – щоквартально або за півріччя. З часом купонна ставка таких облігацій може змінюватися залежно від економічного становища емітента.